# نیکولاس مارشال
نیکولاس مارشال (انگلیسی: Nicolas Maréchal؛ زادهٔ ۴ مارس ۱۹۸۷) یک بازیکن والیبال اهل فرانسه، عضو تیم ملی والیبال فرانسه و باشگاه اسکرا بلچاتوف است. مارشال با ونگل به قهرمانی لیگ قهرمانان والیبال اروپا ۲۰۱۳ رسید و در سال ۲۰۱۱ قهرمانی لیگ فرانسه و ۲۰۱۳ نیز قهرمانی لیگ لهستان را تجربه کرد.